# Estnisch-são-toméische Beziehungen
Die Staaten Estland und São Tomé und Príncipe unterhalten seit 2009 bilaterale Beziehungen.

## Geschichte

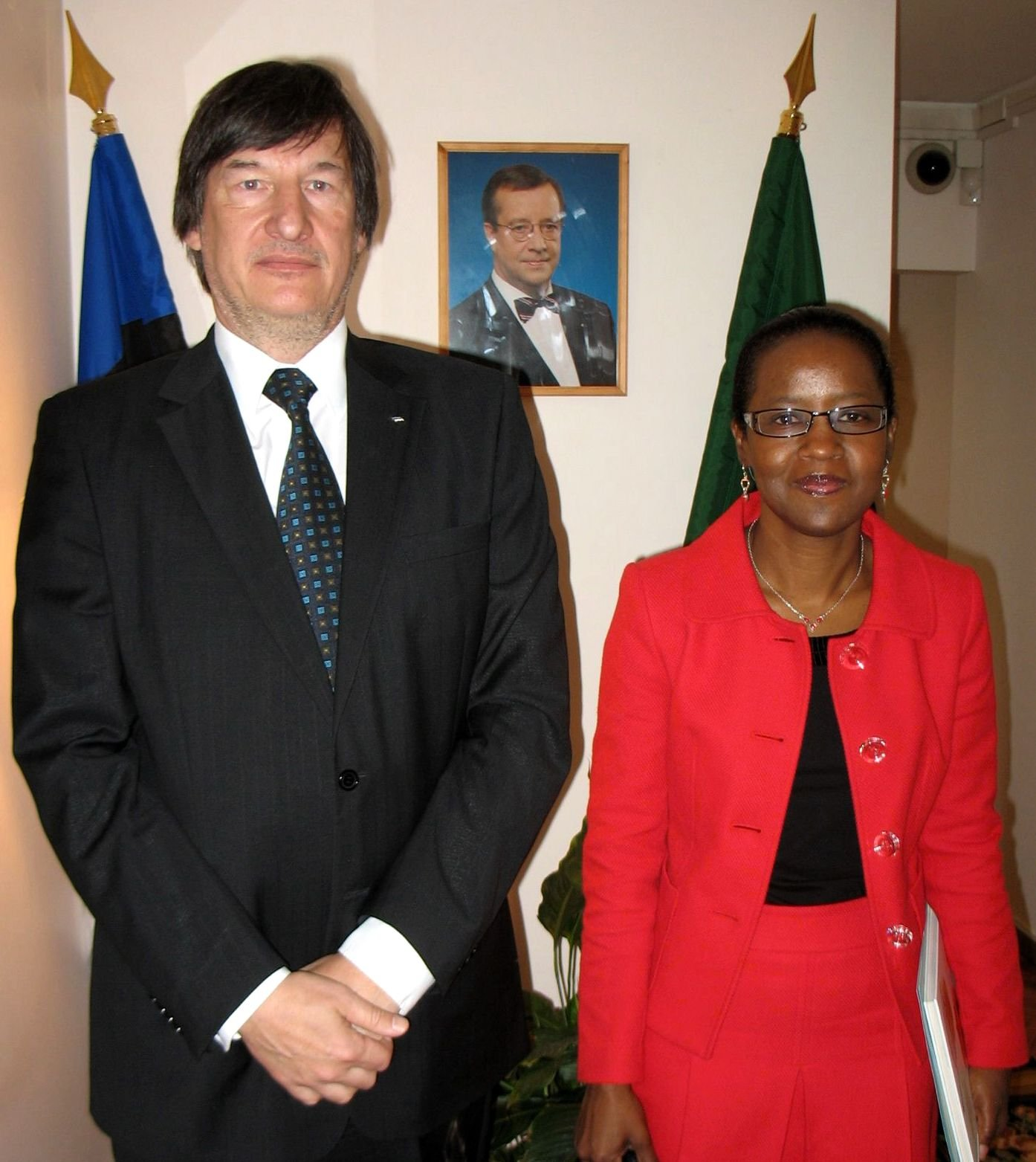
São-toméische Botschafterin für Portugal Alda Alves de Melo dos Santos (rechts) und der estnische Botschafter in Portugal Mark Tarmak bauen diplomatische Beziehungen auf, Lissabon, 2009.

Estland erklärte sich im Jahr 1918 für unabhängig und erlangte 1991 erneut Unabhängigkeit. São Tomé und Principe wurde 1975 von Portugal unabhängig.
Während der ersten Phase der estnischen Unabhängigkeit, von 1918 bis 1940, unterhielt Estland diplomatische Beziehungen mit Portugal, unter anderem wurde ein Handelsvertrag unterzeichnet.
2009 fingen die beiden Länder schließlich an, diplomatische Beziehungen aufzunehmen. Der estnische und die são-toméische Botschafterin in Portugal unterzeichneten ein gemeinsames Communiqué. São Tomé und Principe erhofft sich daraus mehr Touristen aus Estland zu haben.

## Reisefreiheiten
Estnische Reisende in São-Tomé und Principe brauchen kein Visum, wenn ihr Aufenthalt im Land kürzer als 15 Tage ist.

## Kulturelle Beziehungen
Der estnische Filmemacher Kris Haamer veröffentlichte 2011 den Film Tomé, welcher von einer Künstlergruppe in São Tomé und Prinzipe handelt.